# Grabtown (hrabstwo Johnston)
Grabtown – społeczność niemunicypalna znajdująca się w hrabstwie Johnston, Karolinie Północnej, Stanach Zjednoczonych. Grabtown jest zlokalizowane 14 km na południowy wschód od Smithfield. Znajduje się w Research Triangle (pol. Trójkąt Badawczy) w Metropolitan statistical area (pol. Metropolitalny obszar statystyczny).

## Znane osoby
- Ava Gardner (1922–1990), urodzona w Grabtown, amerykańska aktorka[1]